# Guerlesquin
Guerlesquin település Franciaországban, Finistère megyében. Lakosainak száma 1259 fő (2022. január 1.). Guerlesquin Plouégat-Moysan, Plougras, Plounérin és Botsorhel községekkel határos.

## Népesség
A település népességének változása:
| Lakosok száma | 1278 | 1831 | 1627 | 1434 | 1355 | 1343 | 1329 | 1298 | 1286 | 1259 |
|               | 1968 | 1982 | 1990 | 2006 | 2013 | 2015 | 2017 | 2019 | 2020 | 2022 |